# Adventure Soft
Adventure Soft, nota anche con i marchi Adventure International e HorrorSoft, è una software house britannica con sede a Sutton Coldfield, fondata nel 1983, dedita in passato allo sviluppo e alla pubblicazione di videogiochi.
Inizialmente specializzata nelle avventure testuali per computer a 8 bit, in seguito si fece notare soprattutto per le avventure grafiche per computer più evoluti. La serie di maggior successo della Adventure Soft è Simon the Sorcerer.

## Storia
La società è stata fondata nel 1983 da Michael Woodroffe, meglio noto come Mike Woodroffe, e inizialmente usava il marchio Adventure International. 
In precedenza Woodroffe possedeva un negozio di informatica ben avviato a Birmingham, Callisto Computers, uno dei primi del Regno Unito, facente parte del negozio di musica della sua famiglia. Per il software il punto di riferimento erano gli USA e venne fondato il marchio Callisto Software per l'importazione dei videogiochi. Una delle aziende statunitensi contattate dalla Callisto fu la Adventure International e Woodroffe si accordò con Scott Adams per importare le sue avventure testuali. L'affare era acquisire solo i diritti, fabbricare i giochi direttamente nel Regno Unito e sviluppare anche le conversioni per i computer che si stavano affermando nel paese, ma non esistevano negli USA, in particolare ZX Spectrum, Dragon 32 e BBC Micro.
A questo scopo Woodroffe era in cerca di programmatori e venne contattato da Brian Howarth, già noto come autore di avventure testuali. Howarth aveva pubblicato diverse avventure con l'editore Molimerx, iniziando con The Golden Baton nel 1981, e aveva realizzato un proprio interprete di avventure basandosi sul codice sorgente di Adventureland, che Scott Adams aveva pubblicato sulla rivista Byte; ciò gli dava ottime basi per convertire i giochi di Adams.
Così Woodroffe fondò l'impresa indipendente Adventure International UK, con uffici sopra il negozio di computer, e Howarth iniziò a lavorare lì. Gli interpreti creati da Howarth per i sistemi britannici permettevano il porting dei database dei giochi di Adams. Inoltre nelle conversioni si sfruttò la maggiore memoria dei sistemi per aggiungere la grafica, ingaggiando artisti come Teoman Irmak.
Nel 1984 la Adventure International statunitense iniziò ad acquisire licenze su film e fumetti per trarne delle avventure, come la serie Questprobe, anch'esse poi importate dalla Adventure International UK. Secondo Woodroffe però non era abbastanza per saziare il mercato, perciò la Adventure International UK iniziò a produrre anche proprie avventure originali, sempre usando i sistemi di sviluppo precedentemente creati per convertire i giochi di Adams. L'azienda britannica acquisì anche proprie licenze di successo, iniziando con il film Gremlins e il telefilm Robin Hood.
Nonostante l'aiuto delle royalty ricevute dall'azienda britannica, la Adventure International statunitense andò in bancarotta nel 1985, così nel 1986 l'azienda di Woodroffe assunse il nuovo nome Adventuresoft UK.
Seguì un accordo per trarre altre avventure dalla serie di librogame Dimensione avventura, iniziando con Rebel Planet. Secondo Woodroffe la trasposizione era un compito relativamente facile, dato che questo tipo di libri è già strutturato come un'avventura. Nacquero fruttuose collaborazioni con la U.S. Gold, per la quale la Adventuresoft sviluppò Heroes of the Lance e due giochi su Masters of the Universe, e con la Tynesoft, per la quale sviluppò un'avventura sul telefilm Supernonna. Un'altra avventura notevole, non basata su licenze, fu Kayleth. Tuttavia il mercato delle avventure testuali cominciava a vacillare e l'azienda virò verso le avventure grafiche.
Nel 1988 venne creato il marchio Horrorsoft (o Horror Soft), specializzato nell'orrore, che fu attivo per circa quattro anni, fino al 1992. L'etichetta pubblicò soltanto quattro giochi, ma riuscì a raggiungere la notorietà. Già il primo titolo, l'avventura grafica Personal Nightmare, fu un buon successo, ma la vera svolta fu con il successivo Elvira, basato con licenza sull'omonimo personaggio televisivo e cinematografico (una provocante strega interpretata da Cassandra Peterson). Uscirono due titoli su Elvira e infine Waxworks, tutti pubblicati da Accolade e simili nell'impostazione generale, un misto di gioco di ruolo e avventura con visuale in prima persona in pseudo 3D. Waxworks, memorabile per le sue scene splatter, fu una sorta di gran finale per la Horrorsoft. Tipici di tutti i quattro prodotti Horrorsoft, oltre alle atmosfere d'orrore, sono il gioco impegnativo e le dimensioni del programma, che richiede molti cambi di floppy. Spesso alle musiche lavorò il tastierista Jezz Woodruffe, fratello di Mike.
Scartata l'idea di un terzo gioco su Elvira, l'azienda si rimodellò come Adventure Soft Publishing e Simon Woodroffe, figlio di Mike, venne assegnato alla sceneggiatura di un nuovo gioco di avventura punta e clicca fantasy, Simon the Sorcerer (1993). Ci lavorarono in tutto solo 15 persone, ma divenne di gran lunga il maggior successo dell'azienda. Venne commissionato un nuovo motore grafico chiamato Adventure Graphic Operating System, o AGOS, sviluppato da Alan Cox. AGOS si basava su AberMUD, un MUD open source programmato da Cox quando era all'università.
Il passaggio alle nuove tecnologie fu un'impresa costosa. Altri successi punta e clicca furono Simon the Sorcerer II (1995) e The Feeble Files (1997), ma entrando nell'epoca di console come la PlayStation lo sviluppo si faceva complesso e si decise di affidarlo a un'entità separata.
Nel 1998 Woodroffe fondò la Headfirst Productions, azienda dedicata soltanto allo sviluppo, il cui primo compito fu creare la terza avventura di Simon. Simon the Sorcerer 3D fu una grossa fatica e richiese circa cinque anni di sviluppo, poiché era partito come punta e clicca 2D, ma il genere stava tramontando e gli editori pretendevano ormai il vero 3D, per cui si dovette rifare tutto in corso d'opera; quando infine uscì nel 2002 non fu molto apprezzato.
Nel frattempo la Headfirst si dedicò a produrre ben tre titoli d'orrore tratti da Il richiamo di Cthulhu. Tuttavia andò incontro a molte difficoltà, e dopo ben sei anni di sviluppo di Call of Cthulhu: Dark Corners of the Earth, due dei quali senza un editore, fallì nel 2006. Dark Corners of the Earth riuscì a uscire nel 2005 edito da Bethesda, mentre Destiny's End e At the Mountains of Madness rimasero incompiuti.
La scelta di separare in due aziende sviluppo e pubblicazione permise comunque alla Adventure Soft Publishing di sopravvivere e mantenere i diritti su Simon the Sorcerer. In seguito l'azienda si concentrò sul portare la serie di Simon sui dispositivi mobili, collaborando con la MojoTouch, e la rese disponibile per computer moderni collaborando con Good Old Games. Venne anche concessa la licenza a produttori tedeschi per altri due seguiti di Simon, ma non furono all'altezza della serie secondo Woodroffe. Intorno al 2014 ci fu un progetto per un sesto titolo, che avrebbe coinvolto direttamente la Adventure Soft e avrebbe sfruttato Kickstarter. Il progetto però è fallito.
Al 2021 la Adventure Soft è ancora attiva, solo nella vendita online dei propri giochi storici per il retrogaming.

## Videogiochi
Secondo la rivista Retro Gamer, i cinque giochi più rappresentativi della storia dell'azienda sono Adventureland (non originale, ma l'azienda vi introdusse la grafica), Gremlins: The Adventure, Seas of Blood, Elvira: Mistress of the Dark e Simon the Sorcerer.
Elenco, probabilmente completo, dei titoli sviluppati e pubblicati (dove non diversamente specificato) da uno dei marchi della Adventure Soft:
- Adventureland (1984, conversioni per BBC Micro, Electron e Dragon 32)
- The Adventures of Buckaroo Banzai Across the Eighth Dimension (1986, conversioni per BBC Micro, ZX Spectrum)
- Blizzard Pass (1986)
- Arrow of Death (alcune riedizioni)
- Arrow of Death Part 2 (alcune riedizioni)
- Call of Cthulhu: Dark Corners of the Earth (2005, solo sviluppato da Headfirst Productions)
- Captain America in the Doom Tube of Dr Megalomann (1987)
- Circus (alcune riedizioni)
- The Count (1984, conversioni per BBC Micro, Electron e Dragon 32)
- Elvira: The Arcade Game (1991, solo collaborazione allo sviluppo, edito da Flair Software)
- Elvira: Mistress of the Dark (1990, edito da Accolade)
- Elvira 2: The Jaws of Cerberus (1992, edito da Accolade)
- Elvira's Horror Pack (1998, raccolta di Elvira, Elvira 2 e Waxworks su CD)
- Escape from Pulsar 7 (alcune riedizioni)
- The Feasibility Experiment (alcune riedizioni)
- The Feeble Files (1997)
- Gauntlet (1987, solo sviluppo conversione per Atari ST)
- Ghost Town (1984, conversioni per BBC Micro, Electron)
- The Golden Baton (alcune riedizioni)
- The Golden Voyage (1984, conversioni per BBC Micro, Electron e Dragon 32)
- Gremlins: The Adventure (1985)
- Heroes of the Lance (sviluppo conversioni per Amstrad CPC, ZX Spectrum)
- Kayleth (1986)
- Masters of the Universe: The Arcade Game (1987, edito da U.S. Gold)
- Masters of the Universe: The Super Adventure (1986, edito da U.S. Gold)
- Mystery Fun House (1984, conversioni per BBC Micro, Electron e Dragon 32)
- Perseus and Andromeda (alcune riedizioni)
- Ten Little Indians (alcune riedizioni)
- Time Machine (alcune riedizioni)
- Personal Nightmare (1989)
- Pirate Adventure (1984, conversioni per BBC Micro, Electron e Dragon 32)
- Pyramid of Doom (1984, conversioni per BBC Micro, Electron e Dragon 32)
- Questprobe Featuring The Hulk (1984, alcune conversioni)
- Questprobe Featuring the Human Torch and the Thing (1986, alcune conversioni)
- Questprobe Featuring Spider-Man (1985, alcune conversioni)
- Rebel Planet (1986)
- Robin of Sherwood: The Touchstones of Rhiannon (1985)
- Savage Island (1984, varie conversioni)
- Savage Island Part 2 (1984, conversioni per BBC Micro, Electron e Dragon 32)
- Seas of Blood (1985)
- Secret Mission (1984, varie conversioni)
- Simon the Sorcerer (1993)
- Simon the Sorcerer II: Il Leone, il Mago e il Guardaroba (1995)
- Simon the Sorcerer I & II (1995, raccolta dei due giochi su CD)
- Simon the Sorcerer 3D (2002)
- Simon the Sorcerer Double Pack (2002, raccolta di tutti i giochi 2D di Simon su CD, edita da Idigicon)
- Simon the Sorcerer's Pinball (1998)
- Simon the Sorcerer's Puzzle Pack (1998)
- Sorcerer of Claymorgue Castle (1984, varie conversioni)
- Strange Odyssey (1984, conversioni per BBC Micro, Electron e Dragon 32)
- Super Gran: The Adventure (1985, solo sviluppo, edito da Tynesoft)
- Sword of the Samurai (1986)
- The Swordmaster (1985)
- Temple of Terror (1987)
- Voodoo Castle (1984, conversioni per BBC Micro, Electron)
- Waxworks (1992, edito da Accolade)
- Waxworks (avventura testuale, alcune riedizioni)
- The Wizard of Akyrz (alcune riedizioni)